# Semiopyla triarmata
Semiopyla triarmata är en spindelart som beskrevs av Galiano 1985. Semiopyla triarmata ingår i släktet Semiopyla och familjen hoppspindlar. Inga underarter finns listade i Catalogue of Life.